# Saint-Brès, Gard
Saint-Brès är en kommun i departementet Gard i regionen Occitanien i södra Frankrike. Kommunen ligger i kantonen Saint-Ambroix som tillhör arrondissementet Alès. År 2022 hade Saint-Brès 684 invånare.

## Befolkningsutveckling
Antalet invånare i kommunen Saint-Brès
Referens:INSEE